# アカズボンインコ
アカズボンインコ (Charmosyna amabilis) は、鳥綱インコ目（オウム目）インコ科イロドリインコ属に分類される鳥類。

## 分布
フィジー（ヴァヌア・レヴ島、ヴィティ・レヴ島、オヴァラウ島、タヴェウニ島）

## 形態
全長18センチメートル。眼先から上胸にかけて赤い。胸部の赤色部の下部に、黄色い帯模様が入る。大腿部は赤い。尾羽の先端は黄色で、尾羽下面も黄色がかる。
嘴や後肢の色彩は橙色。

## 生態
標高500 - 1,000メートルにある熱帯雨林に生息する。一方で高地に生息するのは、低地での森林伐採による影響だと考えられている。数ペアもしくは5 - 8羽の小規模な群れを形成し、食物を求めて放浪する。
花やその蜜・花粉、果実などを食べる。

## 人間との関係
主にクマネズミによる捕食により生息数が減少したと考えられ、森林伐採と道路建設はネズミ類の侵入を増加させた可能性が示唆されている。農地開発による生息地の破壊や、人為的に移入されたノネコやフイリマングースによる影響も懸念されている。オヴァラウ島やタヴェウニ島では、1965年以降は確実な記録がない。近年の記録は主にヴァヌア・レヴ島のTomaniivi山周辺に限られるが、1998年にNausoriで2羽の目撃例がある。2001 - 2012年にかけてのべ2,096時間にわたり行われた調査でも、本種は発見されなかったため非常にまれかヴァヌア・レヴ島でも絶滅した可能性もある。